# Ivo Daneu
Ivo Daneu (* 6. října 1937 Maribor) je bývalý slovinský basketbalista reprezentující Jugoslávii. S její mužskou basketbalovou reprezentací vyhrál mistrovství světa v roce 1970, krom toho má ze světového šampionátu dvě stříbra (1963, 1967). Má též jednu stříbrnou medaili z olympijského turnaje (Mexiko 1968). Z mistrovství Evropy má sbírku hned tří stříbrných medailí (1961, 1965, 1969) a jeden bronz (1963). Na mistrovství světa 1967 byl vyhlášen nejužitečnějším hráčem turnaje. Za národní tým odehrál 209 utkání. Celou svou kariéru (1956–1970) strávil v jediném klubu: AŠK Olimpija Lublaň. Šestkrát s ním vyhrál jugoslávskou ligu. Po skončení hráčské kariéry klub krátce též trénoval. V roce 1967 byl vyhlášen jugoslávským sportovcem roku, v anketě Zlatna značka deníku Sport. V roce 1991 byl Mezinárodní basketbalovou federací zařazen mezi 50 nejlepších basketbalistů historie. V roce 2007 byl uveden do její Síně slávy.